# Polimeráz-láncreakció
A polimeráz-láncreakció (szokásos rövidítése PCR, amely az angol polymerase chain reaction (IPA: [pəˈlɪməˌreɪz ˈˌtʃeɪn riˈækʃən]) elnevezésből származik) egy molekuláris biológiai technológia DNS enzimatikus amplifikálására (azaz a kópiák megsokszorozására) élő szervezet, például E. coli vagy élesztő, igénybevétele nélkül. A technológia lehetővé teszi a DNS egy kis darabjának megsokszorozását analízis céljából. A PCR általánosan használt módszer az élettudományi kutatásokban és egészségügyi laboratóriumokban a legkülönfélébb feladatokra, például örökletes betegségek kimutatása, genetikai ujjlenyomat azonosítása, fertőző betegségek diagnosztikája, gének klónozása és apasági vizsgálatok elvégzésére.

## PCR a gyakorlatban

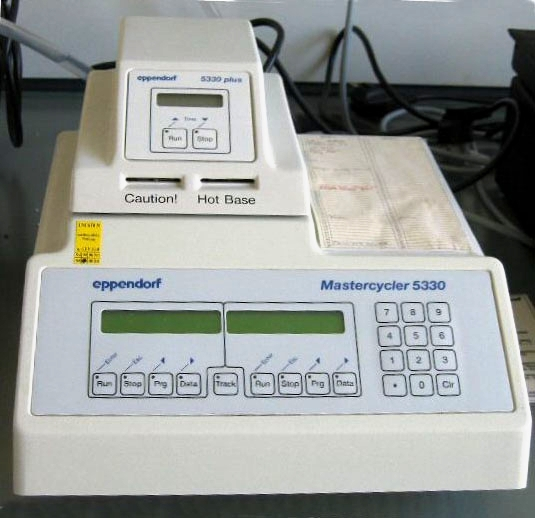
1. ábra: PCR-készülék

A PCR-t a DNS-szál egy rövid, jól definiált szakaszának amplifikálására használják. Ez lehet egyetlen gén vagy csak egy génrészlet. Az élő szervezetekkel ellentétben a PCR-folyamat csak kis DNS-szakaszok másolására képes, ezek hossza általában legfeljebb 10 kbp (kbp = kilobázispár = 1000 bázispár). Bizonyos módszerek akár 40 kbp méretű szakaszokat is képesek lemásolni, de még ez is elenyésző egy eukarióta sejt kromoszomális DNS-ének méretéhez képest – például egy emberi sejt kb. hárommilliárd bázispárt tartalmaz.
A PCR jelenleg alkalmazott formájában több alapvető komponenst igényel. Ezek a komponensek:
- DNS-templát – ez tartalmazza a DNS-szakasz amplifikálandó régióját
- Két primer – amely meghatározza az amplifikálandó szakasz elejét és végét (a primerekről lásd a következő szakaszt)
- DNS-polimeráz – amely lemásolja az amplifikálandó szakaszt
- Nukleotidok – amelyekből a DNS-polimeráz felépíti az új DNS-t
- Puffer – amely biztosítja a DNS-polimeráz számára megfelelő kémiai környezetet

A PCR-reakció a PCR-készülékben zajlik le. A készülék a reakciócsöveket ciklikusan felhevíti és lehűti a precízen megállapított hőmérsékletekre, amelyek a reakció egyes lépéseihez szükségesek. A reakcióelegy párolgását megakadályozandó, egy fűtött fedél kerül a reakciócsövek tetejére, vagy egy olajréteget helyeznek a reakcióelegy felszínére. A PCR-készülék ára nagyjából félmillió forint (2004-es ár).

### Primerek
Az amplifikálandó DNS-szakaszt a primerek kiválasztásával határozzák meg. A primerek rövid, mesterséges DNS-szálak – 50 nukleotidnál (általában 18-25 bp) kevesebb alkotja őket – amelyek komplementerek az amplifikálandó DNS-szakasz elejével és végével. Hozzákapcsolódnak a DNS-templáthoz ezeken a kezdő- és végpontokon, ahová a DNS-polimeráz kötődik, és megkezdi egy új DNS-szál szintetizálását.
A primerek hosszának és olvadási hőmérsékletének (Tm) kiválasztásakor több dolgot is meg kell fontolni. A primer olvadási hőmérséklete – nem keverendő össze a DNS olvadási hőmérsékletével a PCR-folyamat első lépésében – definíció szerint az a hőmérséklet, amelynél a primer kötőhelyeinek fele foglalt. Az olvadási hőmérséklet nő a primer hosszával. A túl rövid primerek több helyre is kapcsolódhatnának egy hosszú DNS-templáton, amely nem specifikus kópiákat eredményezne. Másfelől a primer hossza limitált az olvadási hőmérséklet által. A túl magas olvadási hőmérsékletek, például 80 °C felett, azért jelentenek gondot, mert a DNS-polimeráz kevésbé aktív magas hőmérsékleten. A primer optimális hossza általában 20-40 nukleotid, 60 °C és 75 °C közötti olvadási hőmérséklettel.
Néha degenerált primereket használnak. Ezek tulajdonképpen hasonló, de nem azonos primerek keverékei. Akkor lehet kényelmes a használatuk, ha ugyanazt a gént különböző organizmusokból kell amplifikálni, ugyanis a gének maguk is valószínűleg hasonlóak, de nem azonosak. A degenerált primerek másik alkalmazási területe az, amikor a primer tervezésénél a proteinszekvenciát veszik figyelembe. Mivel több különböző kodon kódolhatja ugyanazt az aminosavat, gyakran nehéz kikövetkeztetni, hogy melyik kodon volt használva az adott esetben. Ezért például az izoleucin aminosav primerszekvenciája ATH lehet, ahol A az adenin, T a timin és H az adenin, timin vagy citozin. A degenerált primerek nagyban csökkentik a PCR-amplifikálás specificitását. Ezt a problémát részben megoldja a touchdown PCR.
A fent említett megfontolások miatt a primerek tervezése nagyon aprólékos folyamat, és az eredmény ezen múlik:
- A GC-tartalom 40-60% között legyen.
- A reakcióban használt mindkét primer számított Tm-jének különbsége 5 °C alatt legyen, és az amplifikált termék Tm-je ne különbözzön 10 °C-nál nagyobb mértékben a primerekétől.
- A kapcsolódási (annealing) hőmérséklete általában −5 °C a számított alsó Tm alatt. Mindazonáltal ezt kísérleti úton kell meghatározni az adott környezethez.
- A >4 belső, önmagával komplementer „hajtűk” és a >8 dimerek kerülendők.
- A 3' terminus különösen érzékeny – nem lehet komplementer a reakcióban használt másik primer egyik régiójával sem, és a templáthoz tökéletesen illeszkezdő bázissorrenddel kell rendelkeznie.

Léteznek primertervező programok, (lásd További információk).

### Az eljárás
A PCR-eljárás húsz-harminc ciklus egymásutánjából áll. Mindegyik ciklus három lépést tartalmaz (2. ábra).
(1) A kettős szálú DNS-t 94-96 °C-ra hevítik, hogy a szálak szétváljanak. Ebben a denaturálásnak hívott lépésben a két DNS-szálat összekötő hidrogénkötések felbomlanak. Az első ciklus előtt a DNS-t gyakran hosszabb ideig denaturálják, hogy a templát DNS és a primerek kettős szálai is teljesen szeparálódjanak. Idő: 1-2 perc.
(2) A DNS-szálak szeparálása után a hőmérsékletet csökkentik, úgyhogy a primerek hozzá tudnak kapcsolódni a DNS-szálakhoz. Ezt a lépést annealing vagy kapcsolódási lépésnek nevezik. A hőmérséklet ebben a fázisban függ a primerektől, és általában 5 °C-kal van a primerek olvadási hőmérséklete alatt (45-60 °C). Ha a kapcsolódási lépésben a hőmérséklet nem megfelelő, a primerek vagy egyáltalán nem kötődnek a templáthoz, vagy véletlenszerűen kötődnek. Idő: 1-2 perc.
(3) Végül a DNS-polimeráz létrehozza a hiányzó szálat. A munkát a kapcsolódott primernél kezdi, és végigmegy a DNS-szálon. A lépés neve meghosszabbítás, ami szintetizálás alatt álló nukleinsavszál meghosszabbítására utal. A szintetizálás során a szülő nukleinsavszál szolgál templátként a leány lánc szintetizálásához. A meghosszabbítás hőmérséklete a DNS-polimeráztól függ. A lépés időigénye egyrészt függ magától a DNS-polimeráztól, másrészt az amplifikálandó DNS-szakasz hosszától. Ökölszabályként a percenként 1000 bázispár sebesség alkalmazható.

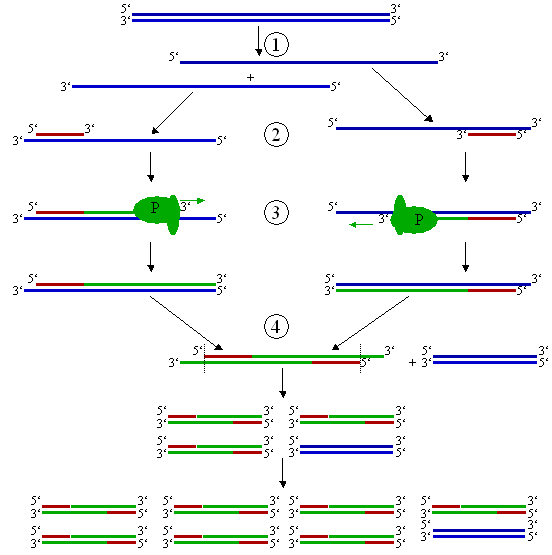
2. ábra: A PCR-ciklus sematikus ábrája. (1) Denaturálás 96 °C-on. (2) Kapcsolódás 68 °C-on. (3) Meghosszabbítás 72 °C-on (P=polimeráz). (4) Az első ciklus véget ért. Az eredményül kapott két DNS-szál a következő ciklus templátja lesz, azaz minden ciklusban megkétszereződik a DNS mennyisége.

### Példa
Az ebben a példában szereplő hőmérséklet- és időértékek egy olyan PCR-programból származnak, amelyet sikerrel alkalmaztak az IGF (insulin-like growth factor) gén C-terminusán elhelyezkedő 250 bp hosszú szakaszának amplifikálására.
A reakciókeverék tartalma:
- 1,0 µl DNS-templát (100 ng/µl)
- 2,5 µl primer, 1,25 µl primerenként (100 ng/µl)
- 1,0 µl Pfu polimeráz
- 1,0 µl nukleotid
- 5,0 µl puffer
- 89,5 µl H2O

A 100 µl keveréket tartalmazó 200 µl-es reakciócsövet a PCR-készülékbe helyezték.
A PCR-eljárás a következő lépésekből áll:
1. lépésInicializáció. Hevítsük a keveréket 96 °C-on 5 percig, hogy a DNS-szálak és a primerek egyaránt megolvadjanak. A DNS-polimeráz jelen lehet az inicializáció idején, de e lépés után is hozzáadhatjuk.
2. lépésOlvasztás. Hevítsük 96 °C-on 30 másodpercig. Ennyi idő általában minden ciklusban elegendő ahhoz, hogy a DNS denaturálódjon.
3. lépésKapcsolódás. Hevítsük 68 °C-on 30 másodpercig.
4. lépésMeghosszabbítás. Hevítsük 72 °C-on 45 másodpercig.
5. lépésA 2-4. lépéseket ismételjük meg 25-ször, de jó primerekkel és friss polimerázzal 15-20 ciklus is elegendő.
6. lépésTartsuk a keveréket 7 °C-on. Ez hasznos akkor, ha este kezdjük el a PCR-t, a munkaidő végén, így az éjjel lefuthat. A DNS 7 °C-on sérülés nélkül kibír egy éjszakát.

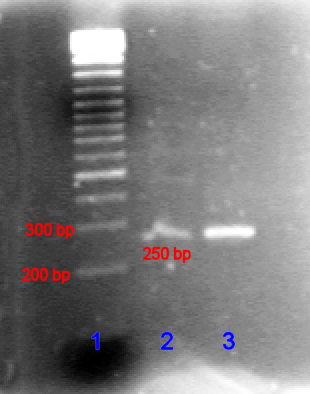
3. ábra: A PCR-termék összehasonlítva a DNS-létrával agargélen. A DNS-létra (1. sáv), a PCR-termék alacsony koncentrációban (2. sáv) és magas koncentrációban (3. sáv). A kép publikálására engedélyt adott: Helmut W. Klein, Biokémiai Intézet, Kölni Egyetem, Németország

A PCR-termék a mérete alapján azonosítható agargél-elektroforézis használatával. Az agargél-elektroforézis eljárása a következő: DNS-t injektálnak agargélbe, és elektromos áramot vezetnek át a gélen. Ennek hatására a kisebb DNS-szálak gyorsabban mozognak a gélben a pozitív sarok felé, mint a nagyobbak. A PCR-termék mérete egy, szintén a gélbe injektált, ismert hosszúságú DNS-szakaszokat tartalmazó DNS-létrával összehasonlítva határozható meg (3. ábra).

### A PCR helyes kivitelezése
A PCR nagyon érzékeny, ezért meg kell tenni a megfelelő óvintézkedéseket, hogy elkerüljük a szennyeződést, amelyet a laboratóriumi környezetben előforduló más DNS (baktériumból, vírusból vagy a vizsgáló személyből származó) okozhat. A DNS-minták előkészítése, a reakcióelegy összeállítása és a PCR-eljárás elvégzése az azt követő végtermék-elemzéssel elkülönített területeken végzendő el. A reakcióelegy elkészítéséhez ajánlatos lamináris áramlású fülke. Minden PCR-lépéshez új, eldobható kesztyűt kell venni, a pipettázáshoz aeroszolbarrieres pipettákat kell használni.
A PCR-hez használt reagenseket külön kell elkészíteni, és csak erre a célra szabad használni. A kimért mintákat elkülönítve kell tárolni az egyéb DNS-mintáktól. A kontrollreakciót (belső kontroll) – a templát DNS kihagyásával – mindig el kell végezni, hogy a szennyeződés hiánya megerősítést nyerjen.

## A PCR alkalmazásai
A PCR sokféle kísérlet és elemzés elvégzéséhez alkalmas eszköz. Következzék néhány példa.

### Genetikai ujjlenyomat
Az igazságügyi orvosszakértői munkában hasznosítható a genetikai ujjlenyomat technikája, mely során a gyanúsított személyt úgy azonosítják, hogy a DNS-ét a bűncselekmény helyszínéről származó minta DNS-ével hasonlítják össze. Nem szükséges, hogy a minta (vér, ondó, nyál, haj stb.) sok DNS-t tartalmazzon, elméletileg egyetlen DNS-szál is elegendő. A DNS-t először szakaszokra bontják, majd PCR-rel amplifikálják. Az amplifikált szakaszokat gélelektroforézis segítségével szeparálják. A DNS-szakaszok elrendeződése adja ki a DNS-ujjlenyomatot. Mivel van (csekély) valószínűsége annak, hogy két személy ugyanazzal a szekvenciával rendelkezzék, a technika inkább a bűnösség kizárására alkalmas, mint a bizonyítására. Az egyezés mindazonáltal erősen valószínűsíti a bűnösséget.

### Örökletes betegségek kimutatása
Az örökletes betegségek kimutatása egy adott genomban hosszú és bonyolult folyamat. A PCR használatával ez a folyamat lerövidíthető. A kérdéses gének PCR-rel könnyen amplifikálhatók a megfelelő primerek használatával, majd utána szekvenálhatók a mutáció kimutatása érdekében.

### Fertőző betegségek kimutatása
Egyes vírusok és baktériumok által okozott fertőzések is kimutathatók a PCR-technika segítségével úgy, hogy a betegből származó mintából (például vérplazma) a fertőzést okozó mikroorganizmus DNS-ét amplifikálják. Ez a vizsgálat közvetlenül a fertőzés után elvégezhető, amely napokkal, esetleg hónapokkal a tünetek megjelenése előtt lehetővé teszi a diagnózis felállítását és a kezelés megkezdését. A mikroorganizmusok ellen termelődött antitestek kimutatásán alapuló immunodiagnosztikai vizsgálatokkal szemben a PCR lehetővé teszi a fertőzés kimutatását akkor is, ha az immunválasz valamiért elmarad, illetőleg nem ad álpozitív eredményt a múltban lezajlott fertőzések következtében. A vírus DNS PCR-rel kimutatható. Az alkalmazott primereknek specifikusaknak kell lenniük a vírus DNS-ében megcélzott szekvenciákra, és PCR-t lehet használni a vírusgenom diagnosztikai elemzéséhez vagy DNS-szekvenálásához. A PCR magas érzékenysége lehetővé teszi a vírus kimutatását hamarosan a fertőzés után, és még a betegség megjelenése előtt is. Az ilyen korai felismerés jelentős átfutási időt adhat az orvosoknak a kezelés során. A vírus mennyiségét („vírusterhelés”) a páciensben PCR-alapú DNS-kvantitációs technikákkal is meg lehet határozni (lásd alább). A PCR egyik változatát (RT-PCR) használják a DNS helyett a vírusos RNS kimutatására: ebben a vizsgálatban a reverz transzkriptáz enzimet használjuk a vírusos RNS-hez illeszkedő DNS-szekvencia előállítására; ezt a DNS-t ezután a szokásos PCR-módszer szerint amplifikálják. Az RT-PCR-t széles körben alkalmazzák a Covid19-et okozó SARS-CoV-2 vírus genomjának kimutatására.
Az olyan betegségeket, mint a pertussis (vagy szamárköhögés), a Bordetella pertussis baktérium okozza. Ezt a baktériumot súlyos akut légúti fertőzés jellemzi, amely különböző állatokat és embereket érint, és sok kisgyermek halálához vezetett. A pertussis toxin egy olyan fehérje exotoxin, amely két dimenzióval kötődik a sejtek receptoraihoz, és különböző sejttípusokkal reagál, például a T-limfocitákkal, amelyek szerepet játszanak a sejtek immunitásában. A PCR egy fontos vizsgálati eszköz, amely képes észlelni a pertussis toxin génjének szekvenciáit. Mivel a PCR nagy érzékenységet mutat a toxin iránt és gyors átfutási idővel rendelkezik, nagyon hatékony a pertussis diagnosztizálására a tenyészettel összehasonlítva.

### Ősi DNS elemzése
A PCR használatával lehetséges több ezer éves DNS vizsgálata is. Sikerrel alkalmazták a PCR-technikát ősállatokon, például egy negyvenezer éves mamuton, de emberi DNS-en is, többek között egyiptomi múmiák és az orosz cár azonosítására.

## PCR technikák

### Real-Time PCR (qPCR)
A valós idejű, angolul real-time PCR módszer lényege, hogy a DNS sokszorosítást kvantitatívan tudjuk nyomon követni. Ezzel a technikával nagy pontossággal meg tudjuk határozni a DNS templát kiindulási mennyiségét, ami sok szempontból igen hasznos lehet (pl. az orvosi diagnosztika területén, amikor egy vírusfertőzés mértékére vagyunk kíváncsiak). A real-time PCR-t többféle módon is meg lehet valósítani.
A valós idejű PCR során a DNS mennyiségének meghatározás azon a közös elven alapszik, hogy a célszekvenciához olyan primer próbát (szondát) készítenek (harmadik oligonukleotid), amely nem aforward vagy reverse primer letapadási helyére kötődik, hanem attól különböző helyre, valahol közöttük. Kezdetben olyan szintetikus oligonukleotidot alkalmaztak, amely 5’-végén radioaktív izotóp foszfátot tartalmazott, a 3’-véget viszont úgy módosították, hogy arról ne tudjon a polimeráz szálhosszabbítást indítani. A polimerizáció során, mikor az enzim a szondához elért, annak 5’→3’ exonukleáz aktivitása elbontotta azt és később az oldatban megjelenő izotópjelet mérni lehetett. Napjainkban már olyan szondákat alkalmaznak, amelyek az izotóp használatával szemben jóval biztonságosabbak. A Taqman néven ismert módszernél a szonda oligonukleotid végein különböző fluoreszcens csoportokat tartalmaznak, egy riporter és kioltó (quencher) fluorofórt, amelyek a fluoreszcens rezonancia-energiatranszfer (FRET) jelenséget kihasználva biztosítják a detektálás lehetőségét. A quencher molekula a riporter csoporthoz közel kioltja annak emisszióját, ha azonban a DNS-polimeráz elbontja a szondát, a két fluoreszcens molekula az oldatban távol kerül egymástól, és így már képesek vagyunk a riporter molekulán keresztül detektálni a mennyiségi növekedést (a fluoreszcencia jel növekedése és az újonnan szintetizálódó DNS mennyisége egyenes arányos). A gyakorlatban a Taqman módszer során használhatunk két szondát is, amelyek letapadási helye egymáshoz közel kell hogy legyen. Ebben az esetben az egyik a kioltót, míg a másik oligonukleotid próba pedig a riporter fluorofórt tartalmazza és a polimeráz 5’→3’ exonukleáz aktivitása biztosítja a mért jel növekedését.

### Random PCR
Az ún. random PCR (más néven RAPD: random amplification of polymorphic DNA) során olyan DNS fragmentumok amplifikálása is megoldható, amelyekre nem tudunk specifikus primert tervezni. Ilyen esetben különböző, 8-12 nukleotid hosszúságú, tetszőleges (arbitrary) szekvenciájú primereket használnak (egy PCR-hez egyféle primert), és ezzel végzik az általában genomiális eredetű DNS sokszorosítását, annak ellenére, hogy a primerek letapadási helyét nem ismerjük. Ennek a módszernek az előnye, hogy képesek vagyunk a pontos szekvencia ismerete nélkül is polimorf DNS-ek összehasonlítását elvégezni.

### Fúziós PCR
A fúziós PCR (angolul jumping, azaz „ugráló” PCR-nek is nevezik) során lehetőségünk nyílik két különálló DNS fragmentumot az amplifikáció során összekapcsolni, vagy részben degradálódott DNS templátról specifikus, hosszabb DNS régiókat amplifikálni. A módszer alkalmazása során, ha a két különálló fragmentum tartalmaz átfedő szekvenciát, akkor a két DNS szál egy-egy végére tervezett, egy forward és egy reverz primerrel elérhetjük, hogy a keletkező DNS szál már mindkét darabot egyszerre magában foglalja. Ha a fuzionáltatni kívánt fragmentumok nem tartalmaznak átfedő szekvenciát, akkor első lépésként a szálakra egyenként olyan primereket tervezünk, amelyek közül az egyik szál reverz, míg a másik szál forward primere tartalmazza ugyanazt a szekvenciát. Ezt követően olyan amplikonokat kapunk, amelyek már rendelkeznek azonos, átfedő régiókkal és ezek után már a fent leírtaknak megfelelően tudjuk egyesíteni a két DNS darabot. Ennek a módszernek a segítségével az ősmaradványokból származó fragmentált genomiális DNS-t képesek vagyunk (legalábbis egy bizonyos határig) újra egy molekulává alakítani, valamint a fúziós PCR alkalmazásával különböző gének egyesítésével egy lépésben tudunk kiméra fehérjéket kódoló konstrukciókat

### Multiplex PCR
A multiplex PCR módszer lényege, hogy a reakcióhoz több különböző primer párt is adunk, így több amplikont kapunk egy amplifikálás során. A több primer pár alkalmazása miatt az egyes amplikonok mennyisége arányosan kevesebb lesz, mintha két specifikus primert alkalmaznánk. A multiplex PCR további technikai nehézsége, hogy el kell kerülni a különböző primerek egymással kialakított kölcsönhatását, mert azok gátolják a reakció megfelelő végbemenetelét. Fontos a detektálás szempontjából, hogy az amplikonokat különböző méretűre tervezzük. A módszert többek között patogének azonosítására, DNS-profil készítésére és nagy teljesítményű genotipizálásra alkalmazzák.

### Nested PCR
A nested (fészkes) PCR segítségével a nemkívánatos termékek (mispriming) megjelenését küszöbölhetjük ki, amely abból eredhet, hogy az egyik alkalmazott primer aspecifikusan (is) köt a célszekvenciához. A módszer során két, egymást követő PCR-t alkalmaznak, mely során a második primer pár az első páron belül anellál az első termékhez, ezzel nagyban növelve a végső termék specificitását.

### Inverz PCR
Az inverz PCR olyan esetekben alkalmazható, amikor egy ismert DNS régió környezetében lévő ismeretlen szekvenciát szeretnék feltérképezni. A módszer lényegi lépése, hogy az ismert szekvenciától nagy távolságra valamely restrikciós endonukleázzal hasítjuk a DNS szálat, majd a mintát hígítjuk, és DNS-ligázzal a DNS fragmentumokat cirkularizáljuk. Ezt követően a cirkuláris DNS-t az ismert szekvencia régión belül hasítjuk egy másik endonukleázzal, így olyan lineáris terméket kapunk, amelynek két végét pontosan ismerjük. Erre a templátra már képesek vagyunk PCR-t alkalmazni az ismert régiónak megfelelő primerek segítségével. A módszer gyakorlati szempontból főképp mobilis DNS elemek (retrovírusok, transzpozonok) genomba való beékelődésének pontos helyének meghatározására alkalmazható.

## Történet
A PCR-t Kary Mullis találta fel, mikor a Cetus Corp. alkalmazásában állt, 1983 decemberében. Eredményéért 1993-ban megkapta a kémiai Nobel-díjat, alig hét évvel azután, hogy javaslatát a gyakorlatba átültette. Mullis ötlete az volt, hogy olyan eljárást kellene kifejleszteni, amely a DNS-t mesterségesen megsokszorozza a DNS-polimeráz enzim segítségével, megismételt duplikációs ciklusok által.
A DNS-polimeráz megtalálható az élő szervezetekben, és funkciója a DNS lemásolása a sejt osztódásakor. A polimeráz a DNS egyik szálához kötődve létrehozza a komplementer szálat. Mullis eredeti eljárásában az enzim in vitro (azaz élő szervezeten kívül, kontrollált környezetben) működött. A kettős szálú DNS-t két szálra választotta szét úgy, hogy 96 °C-ra hevítette. Ezen a hőmérsékleten viszont az ez időben használt DNS-polimeráz lebomlott, úgyhogy az enzimet minden ciklusban pótolni kellett a hevítési lépés után. Mullis eredeti eljárása nagyon nem volt hatékony, mivel rengeteg időt igényelt, hatalmas mennyiségű DNS-polimerázt fogyasztott, és az egész eljárást folyamatosan figyelni kellett.
Később ezt az eredeti PCR-eljárást nagymértékben továbbfejlesztették, ugyanis elkezdték a 110 °C feletti hőmérsékletű gejzírekben élő, hőkedvelő baktériumok DNS-polimerázát használni. Ezeknek az organizmusoknak a DNS-polimeráza magas hőmérsékleten is stabil, és a PCR-eljárás alatt nem bomlik le a hevítési lépésben, amikor a DNS-szálak szétválnak. Ettől fogva nem volt szükséges új DNS-polimerázt hozzáadni minden ciklusban, így az adott DNS-szál másolásának eljárása leegyszerűsödött és automatizálhatóvá vált.
Az egyik első hőstabil DNS-polimerázt a Thermus aquaticus organizmusból nyerték, és a "Taq" nevet adták neki. A Taq polimeráz széles körben használt a jelenlegi PCR-gyakorlatban. A Taq hátránya, hogy időnként hibázik a DNS másolásakor, és ez mutációhoz (hibához) vezet a DNS-szekvenciában. Az ok az, hogy a Taq nem rendelkezik a 3'→5' hibajavító exonukleáz aktivitással. Az Archaea organizmusból nyert Pwo vagy a Pfu nevű polimerázok rendelkeznek a hibajavítás képességével, és ez szignifikánsan lecsökkenti a másolt DNS-szekvenciák mutációs rátáját. Sajnos azonban ezek az enzimek sokkal lassabbak, mint a Taq. Ma már elérhető a Taq és a Pfu kombinációja, amely egyszerre biztosítja a gyors polimerizációt és a pontos duplikációt.

## Harc a szabadalmakért
A PCR-technikát eredetileg Mullis akkori munkahelye, a Cetus Corporation szabadalmaztatta. A Taq polimerázenzimet szintén szabadalom védi. Több nagy per is volt a technikával kapcsolatban, a legnagyobb port a DuPont-per verte fel. A Hoffmann-La Roche gyógyszergyártó vállalat 1992-ben megvásárolta a szabadalmak jogait, és azóta is birtokolja.